# Чишма (деревня, Муслюмовский район)
Чишма — деревня в Муслюмовском районе Татарстана. Входит в состав Исансуповского сельского поселения.

## География
Находится в восточной части Татарстана на расстоянии приблизительно 22 км на северо-восток по прямой от районного центра села Муслюмово.

## История
Основана в 1920-х годах.

## Население
Постоянных жителей было: в 1926 году — 201, в 1938 году — 200, в 1949 году— 125, в 1958 году — 165, в 1970 году — 184, в 1979 году — 119, в 1989 году— 45, в 2002 году — 54 (татары 98 %), в 2010 году — 49.